# Lola Benda
Lola Benda (* 24. August 1922 in Berlin) ist eine Violinistin, Geigenpädagogin und Komponistin.
Sie stammt aus der Musikerfamilie Benda. Ihr Vater war der Geiger und Violinpädagoge Hans „Jean“ Benda (1874–1949), ihre Mutter die Pianistin Dora Benda-Hamann. Ihr Bruder Sebastian Benda (1926–2003) war Pianist, Komponist und Klavierpädagoge. Lola Benda selbst ist die Mutter von Ariane Pfister-Benda.

## Kompositionen
Für das Violakonzert in F des Komponisten Georg Anton Benda (1722–1795) komponierte sie die Kadenzen.

## Diskografie
- Jiri Antonin Benda: Konzert für Klavier und Streicher in h-moll. Allegro – 3. Satz. Label: Pantheon D 07167 (als Violinistin)[3]
- Music of the Benda Family[4]